# 12
12（十二、じゅうに、とおあまりふたつ）は自然数、また整数において、11の次で13の前の数である。
英語では、数詞でtwelve、序数詞では、12th、twelfth となる。ラテン語では duodecim（ドゥオデキム）。

## 性質
- 12は合成数であり、約数は1, 2, 3, 4, 6, 12である。
  - 約数の和は28。
    - 約数の和が完全数になる2番目の数である。1つ前は5、次は427。
    - 約数の和が倍積完全数になる3番目の数である。1つ前は5、次は54。
    - 自身を除く正の約数の和は16で過剰数。最小の過剰数である。次は18。
    - 12の倍数は全て過剰数である。一般に過剰数の倍数もまた過剰数となる。
- 素数を除いて σ(n) − n が平方数になる3番目の数である。1つ前は9、次は15。ただしσは約数関数。(オンライン整数列大辞典の数列 A048699)
- 約数を6個もつ最小の数である。次は18。
  - 約数を n 個もつ最小の数とみたとき。1つ前の5個は16、次の7個は64。(オンライン整数列大辞典の数列 A005179)
- 5番目の高度合成数である。1つ前は6、次は24。
  - 自分自身のすべての約数の積が自分自身の3乗になる最小の数である。1つ前の2乗は6、次の4乗は24。(オンライン整数列大辞典の数列 A003680)
  - 複偶数（下2桁が 00、04、08、12、16、20、24、28、32、36、40、44、48、52、56、60、64、68、72、76、80、84、88、92、96 の数）で各桁の和が3の倍数となる数は全て12の倍数。
  - 約数の個数と和が完全数になる最小のサブライム数である。次は
6,086,555,670,238,378,989,670,371,734,243,169,622,657,830,773,351,885,970,528,324,860,512,791,691,264 。
  - 約数の積は1728。
    - 約数の積の値がそれ以前の数を上回る8番目の数である。1つ前は10、次は18。(オンライン整数列大辞典の数列 A034287)
- 1から4までの自然数の最小公倍数である。1つ前の3までは6、次の5までは60。(オンライン整数列大辞典の数列 A003418)
- 1/12 = 0.083333… (下線部は循環節で長さは1)
  - 逆数が循環小数になる数で循環節が1になる4番目の数である。1つ前は9、次は15。(オンライン整数列大辞典の数列 A070021)
- 5番目の高度トーシェント数。1つ前は8、次は24。
- 3番目の五角数であり、3 × (3 × 3 − 1)/ 2 = 12。1つ前は5、次は22。
  - 12 = 3 + 4 + 5
  - 五角数がハーシャッド数になる3番目の数である。1つ前は5、次は70。
- 12 = 3 × 4
  - 3番目の矩形数である。1つ前は6、次は20。
  - n = 1 のときの 3 × 4n の値とみたとき1つ前は3、次は48。(オンライン整数列大辞典の数列 A164346)
  - n = 1 のときの 4(2n + 1) の値とみたとき1つ前は4、次は20。
  - 12 = 31 + 32 = 42 − 41
    - 3の自然数乗の和とみたとき1つ前は3、次は39。
    - 右辺の指数を取り出して並べると、左辺の数に一致するという特徴をもつ基数3では唯一の数である。
      - それぞれの基数でこのような性質をもつ数が何個あるかはオンライン整数列大辞典の数列 A296139を参照。
      - 基数 n においてこのような性質をもつ最小の数とみたとき1つ前の2はなし、次の4は4624。(オンライン整数列大辞典の数列 A236067)

  - 12 = 2 + 4 + 6
  - 12 = 3 × σ(3) (ただし σ は約数関数)
  - 3 と 4 の積であり、12 = 3 × 4 と最初の自然数4つの連続となる。このような計算は次に 56 = 7 × 8 がある。
  - 12 = 22 × 3
    - 2つの異なる素因数の積で p2 × q の形で表せる最小の数である。次は1。
    - n = 2 のときの n2(n + 1) の値とみたとき1つ前は2、次は36。(オンライン整数列大辞典の数列 A011379)
    - n = 2 のときの 3n2 の値とみたとき1つ前は3、次は27。(オンライン整数列大辞典の数列 A033428)
    - n = 2 のときの 3 × 2n の値とみたとき1つ前は6、次は24。(オンライン整数列大辞典の数列 A007283)
    - 12 = 22 + 22 + 22
      - 3つの平方数の和1通りで表せる5番目の数である。1つ前は11、次は14。(オンライン整数列大辞典の数列 A025321)

    - 12 = 22 × (21 + 1)
      - n = 1 のときの 2n+1(2n + 1) の値とみたとき1つ前は4、次は40。

    - 12 = 22 × 31
      - 2つの異なる素因数の積で p2 × q の形で表せる最小の数である。次は18。(オンライン整数列大辞典の数列 A054753)
      - 2i × 3j (i ≧ 1, j ≧ 1) で表せる2番目の数である。1つ前は6、次は18。(オンライン整数列大辞典の数列 A033845)
        - この数は素因数の積が完全数6になる数である。

    - 12 = 22 + 23
      - n = 2 のときの nn + nn+1 の値とみたとき１つ前は2、次は108。(オンライン整数列大辞典の数列 A055897)

  - 12 = 24 − 22
    - n = 2 のときの n4 − n2 の値とみたとき1つ前は0、次は72。(オンライン整数列大辞典の数列 A047928)
    - 12 = 24 − 4
      - n = 4 のときの 2n − n の値とみたとき1つ前は5、次は27。(オンライン整数列大辞典の数列 A000325)

    - 12 = 42 − 22
      - n = 2 のときの 4n − 2n = 22n − 2n = 2n(2n − 1) の値とみたとき1つ前は2、次は56。(オンライン整数列大辞典の数列 A020522)
- 4番目のペル数である。1つ前は5、次は29。
- 12個の面を持つ立体図形は十二面体と呼ばれる。
  - 正十二面体は4番目の正多面体である。1つ前は正八面体、次は正二十面体である。
  - 正六面体および正八面体の辺の数は12である。
  - 正二十面体の頂点の数は12であり、正十二面体とは双対多面体(双対)の関係である。
- 球の周りには最大12個の同じ大きさの球を重ならずに接するように並べることができる（→接吻数問題）。
- 12本の辺を持つ平面図形は十二角形である。正十二角形と正三角形で平面を敷き詰めることができる。
- 正三十角形の中心角は 12°である。
- ペントミノは、全部で12種類ある。また、ヘキサモンドも全部で12種類ある。
- 12 = 1! × 2! × 3!
  - n = 3 のときの超階乗である。1つ前は2、次は288。
- 九九では 2 の段で 2 × 6 = 12(にろくじゅうに)、3の段で 3 × 4 = 12(さんしじゅうに)、4 の段で 4 × 3 = 12(しさんじゅうに)、6 の段で 6 × 2 = 12(ろくにじゅうに)と4通りの表し方がある。九九で 4 通りの表し方のある数は他に 6, 8, 18, 24 のみである。
- 12! = 479001600
  - n = 12 のときの n! − 1 で表せる 12! − 1 は5番目の階乗素数である。1つ前は7、次は14。(オンライン整数列大辞典の数列 A002982)
- 各位の和が12となるハーシャッド数の最小は48、100までに2個、1000までに19個、10000までに113個ある。
- 11番目のハーシャッド数である。1つ前は10、次は18。
  - 3を基とする2番目のハーシャッド数である。1つ前は3、次は21。
  - 回文数および末尾が0となる数を除いて桁の前後を入れ替えた数もハーシャッド数になる最小の数である。（12 ←→ 21）次は18。
- 偶数という条件をつけると各位の和が3になる最小の数である。
- 各位の平方和が5になる最小の数である。次は21。(オンライン整数列大辞典の数列 A003132)
  - 各位の平方和が n になる最小の数である。1つ前の4は2、次の6は112。(オンライン整数列大辞典の数列 A055016)
- 各位の立方和が9になる最小の数である。次は21。(オンライン整数列大辞典の数列 A055012)
  - 各位の立方和が n になる最小の数である。1つ前の8は2、次の10は112。(オンライン整数列大辞典の数列 A165370)
  - 各位の立方和が平方数になる5番目の数である。1つ前は10、次は21。(オンライン整数列大辞典の数列 A197039)
- 各位の積が2になる2番目の数である。1つ前は2、次は21。(オンライン整数列大辞典の数列 A199986)
- 異なる平方数の和で表せない31個の数の中で7番目の数である。1つ前は11、次は15。
- 約数の和が12になる数は2個ある。(6, 11) 約数の和2個で表せる最小の数である。次は18。
  - 12は完全数6の約数の和である。
    - 12 = 1 + 2 + 3 + 6
    - 倍積完全数の約数の和としては2番目の数である。1つ前は1、次は56。

  - 約数の和が12より小さな数で2個ある数はない。1つ前は1(1個)、次は24(3個)。
  - 12, 13, 14, 15と4連続で約数の和で表せる数が並ぶ最初の数である。
- 自然数を並べてできる最小の数である。次は123。(オンライン整数列大辞典の数列 A007908)
  - 連続自然数を並べてできる最小の数である。次は23。(オンライン整数列大辞典の数列 A035333)
- 12 = (1 + 2 + 3) + (1 × 2 × 3) 。この形の1つ前は5、次は34。(オンライン整数列大辞典の数列 A101292)
- 12 = 52 − 32 − 22
  - n = 2 のときの 5n − 3n − 2n の値とみたとき1つ前は0、次は90。(オンライン整数列大辞典の数列 A135158)
  - 素数 p = 2 のときの 5p − 3p − 2p の値とみたとき最小、次は90。(オンライン整数列大辞典の数列 A135173)
- n = 1 のときの n と 2n を並べてできる最小の数である。次は24。(オンライン整数列大辞典の数列 A019550)
- n = 12 のとき n と n + 1 を並べた数を作ると素数になる。n と n + 1 を並べた数が素数になる4番目の数である。1つ前は8、次は36。(オンライン整数列大辞典の数列 A030457)
- 3と5以外の双子素数同士の和は、常に12の倍数になる。

## その他 12 に関連すること
- 12の接頭辞：duodeci（拉）、dodeca（希）
- 12倍をドゥデキャプル (duodecuple) という。
- 十を全体値とする慣用表現では、「余分な程に完全」という意味で十二が使われることがある。
  - 日本語では、充分過ぎるとの意味を「十二分」(= 12/10) と表現する。
  - 英語やドイツ語では、十二を「残り二つ」（[英]twelve, [独]Zwölf）と表現する。
- 12は、E12系列の標準数。
- バーコード規格、EAN の国コード12は、アメリカ合衆国、カナダ。
- 1モルは、炭素12を集めて12グラムになる量と定義されていた。
- 30日周期（月）を12回繰り返すと1年になる。このため、時間には12を全体値とする単位がしばしば見られる。また、12は3の4倍であるため、5の4倍である20と同様に「区切り」として扱われることもある。
  - 30日（≒1か月）を 360° とすると、12° で1日となる。このため、当初は、1日は12時間とされており（例：十二支）、その名残で時計の文字盤も12個で構成されている。現在では、1日は12の2倍で24時間、1か月は360の2倍で約720時間となっている。
- 十を「A」の一字、十二を「10」とするなど、桁や単位を十二の累乗で数える方法を十二進法という。なお、12の2乗は144、12の3乗は1728、12の4乗は20736である。
  - 12か月を1年に対して、12年（＝144か月）を1回りという。
  - 12個を1ダース、12ダース（＝144個）を1グロス、12グロス（＝1728個）を1大グロスという。
- トランプの12のカードは、クイーン。
- 結婚12周年記念日は、絹婚式、亜麻婚式。
- 欧州旗は、十二星旗。
- 英米における陪審員の人数は12人。陪審制をテーマにした映画に「十二人の怒れる男」がある。
- 聖書における12は「イスラエルの十二部族を示す12も完全数であり、神の民を象徴的に表すことになっている。新しいイスラエルの十二部族を治めるイエスの使徒の数が12であるのもこのためである。」[1]
- 3の倍数の次に一呼吸を入れて、三拍子を四回やる方法は「十二拍子」となる。十二拍子の変則で、九拍子と十拍子の間に一呼吸を入れない方法は、「三・三・七拍子」と呼ばれる。

### 音楽
平均律において、1オクターブは12個の音で構成される。例えばピアノの場合、黒鍵と白鍵を合わせて12枚の鍵盤が1オクターブに含まれる。長音階や短音階はそれら12個の音を基音にして構成される。従って調性の数はこれら12音を基音に長音階と短音階があるので合計で24個ある。なお、このような調性を無視してすべての音を平等に扱う音楽を十二音音楽という。

### 12番目のもの

#### 元素・惑星
- 原子番号12の元素は、マグネシウム (Mg)[2]。
- 第12族元素を亜鉛族元素という。

#### 12に関連する歴史上の人物
- 第12代天皇は、景行天皇。
- 第12代内閣総理大臣は、西園寺公望。
- 通算して第12代の征夷大将軍は、惟康親王（鎌倉幕府第7代将軍）。
- 鎌倉幕府第12代執権は、北条煕時。
- 室町幕府第12代将軍は、足利義晴。
- 江戸幕府第12代将軍は、徳川家慶。
- 大相撲第12代横綱は、陣幕久五郎。
- アメリカ合衆国第12代大統領は、ザカリー・テイラー。
- 殷朝第12代帝は、河亶甲。
- 周朝第12代王は、幽王。
- ルイ12世は、ヴァロワ朝第8代フランス王。
- 第12代ローマ教皇はソテル（在位：167年～174年）である。

#### その他
- 西暦12年
- JIS X 0401、ISO 3166-2:JPの都道府県コードの「12」は千葉県。
- タロットの大アルカナで XII は、吊された男。
- 易占の六十四卦で第12番目の卦は、天地否。
- クルアーンにおける第12番目のスーラはユースフである。
- サッカーにおいて、サポーターを「12番目のプレーヤー」と呼んでおり、背番号12を「サポーターのための背番号」として欠番にしているクラブが多い。
- 大日本帝国陸軍第12方面軍
- 各国の第12軍
- 各国の第12師団
- 各国の第12旅団
- 1月12日は、年始から数えて12日目である。

### テレビのチャンネル番号
- 関東広域圏では、放送大学（廃局）の地上デジタルリモコンキーID。
- TwellVのBSデジタルリモコンキーID。
- QVCのBS4KリモコンキーID。
- 総務省告示「放送用周波数使用計画」により、アナログVHF帯は1～12のチャンネルに分けられている。
  - 12ch は、全国的にNHK教育テレビに割り当てられる地域が多く、NHK札幌、NHK帯広、NHK北見、NHK新潟、NHK大阪、NHK松江、NHK岡山、NHK北九州、NHK大分、NHK宮崎、NHK沖縄のアナログ親局に割り当てられ、NHK大阪に隣接する三重県伊賀地域・香川県東かがわ市・徳島県徳島平野一帯、NHK松江に隣接する鳥取県米子市、NHK北九州に隣接する山口県下関市でも NHK教育を「12チャン」と呼ぶことが多い。
  - 民間放送では、関東広域圏のテレビ東京（「東京12チャンネル」は、テレビ東京の旧名称）、仙台放送（フジテレビ系）、広島テレビ（日本テレビ系）のアナログ親局、STV札幌テレビ（日本テレビ系）函館、メ〜テレ（テレビ朝日系）高山、広島テレビ福山などのアナログ中継局に割り当てられている。なお、テレビ東京、仙台放送は「12」をマークとしていた時期がある。
- 中日新聞、東京新聞および北陸中日新聞の朝刊最終版は12版。
- 鉄道、道路の12号線
- 国鉄12系客車 国鉄キハ12形気動車 国鉄C12形蒸気機関車
- フランキ・スパス12は、イタリアのフランキの散弾銃。

### 航空機・戦闘機関連
- 航空機の A-12
- An-12 は、ソ連の輸送機。
- Be-12 は、ソ連の飛行艇。
- XFV-12 は、アメリカの戦闘機。
- YF-12 は、アメリカの戦闘機。

### ローマ字と12の組み合わせ
- 各種の C12
- KH-12 は、アメリカの偵察衛星の通称。
- MD-12 は、マクドネル・ダグラスの旅客機構想。
- MJ-12 は、アメリカ政府内にあるとされる秘密委員会。
- PL-12 は、中国のミサイル。

### 着物に関する12
- 十二単：平安時代以降の日本の貴族の女性の正装であるとされている。

### 臓器関連
- 十二指腸：内臓の一種で、指の幅の12倍に相当する長さであることに因んだ名称であるといわれている。

### スポーツに関する12
- プロボクシング（男子）の世界タイトルマッチは12回戦（最大12ラウンド）で行われる。
- 日本プロ野球は1958年以降、12球団で定着している。

### 地名に関する12
- 十二橋駅は千葉県香取市にあるJR東日本鹿島線の駅。
- 十二湖は青森県西津軽郡深浦町にある複数の湖の総称である。白神山地の一角で、津軽国定公園内にある。
  - 十二湖駅は青森県にあるJR東日本五能線の駅。

### 第12連隊
- 大日本帝国陸軍歩兵第12連隊
  - 陸上自衛隊
    - 第12普通科連隊
    - 第12特科隊
    - 第12後方支援隊

  - フランス陸軍
    - 第12砲兵連隊
    - 第6＝第12胸甲騎兵連隊
- 航空自衛隊第12飛行教育団

### 十二個一組のもの
- 1年　12か月
- 十二星座：牡羊座・牡牛座・双子座・蟹座・獅子座・乙女座・天秤座・蠍座・射手座・山羊座・水瓶座・魚座。
- 十二宮:白羊宮・金牛宮・双児宮・巨蟹宮・獅子宮・処女宮・天秤宮・天蠍宮・人馬宮・磨羯宮・宝瓶宮・双魚宮。
- 十二支：子・丑・寅・卯・辰・巳・午・未・申・酉・戌・亥。
- 十二音：
  - 現代では、C・C♯・D・E♭・E・F・F♯・G・A♭(G♯)・A・B♭・B。
  - 古代の日本や中国においては、十二音を呂と律の2種類（それぞれの列に6音）に分けた。
- 十二天：毘沙門天・閻魔天・帝釈天・水天・梵天・地天・伊舎那天・火天・風天・羅刹天・日天・月天。
- 十二直：建・除・満・平・定・執・破・危・成・収・開・閉。
- 十二因縁：無明・業・識・名色・六処・触・受・愛・取・有・生・老死。
- 十二処：六根：眼・耳・鼻・舌・身・意、六境：色・声・香・味・触・法。
- 十二使徒：ペトロ・ヨハネ・アンデレ・フィリポ・バルトロマイ・マタイ・トマス・ヤコブ (アルファイの子)・タダイ・シモン・ヤコブ (ゼベダイの子)・イスカリオテのユダ。
- 十二神将：宮毘羅・伐折羅・迷企羅・安底羅・頞儞羅・珊底羅・因達羅・波夷羅・摩虎羅・真達羅・招杜羅・毘羯羅。
- 十二天将 : 騰蛇・朱雀・六合・勾陣・青竜・貴人・天后・大陰・玄武・大裳・白虎・天空
- 現存十二天守：弘前城、松本城、丸岡城、犬山城、彦根城、姫路城、松江城、備中松山城、丸亀城、松山城、宇和島城、高知城
- オリュンポス十二神：ゼウス・ヘーラー・アテーナー・アポローン・アプロディーテー・アレース・アルテミス・デーメーテール・ヘーパイストス・ヘルメース・ポセイドーン・ヘスティアー
- 冠位十二階：大徳・小徳・大仁・小仁・大礼・小礼・大信・小信・大義・小義・大智・小智
- 十二表法：ローマ帝国の法典で、12枚の表で掲示した。
- 物の単位で、12個を1ダース、12ダース（144個）を1グロス、12グロス（1728個）を1グレートグロス、120個をスモールグロスという。
- 江南十二神：応明・和潼・高可立・沈剛・沈沢・沈抃・徐統・卓万里・趙毅・張近仁・范疇・潘文得

### 12に関連する団体・作品
- 女子十二楽坊は、中国古来の伝統楽器を演奏する女性の音楽集団。
- 12012は、日本のロックバンドで、省略して12と呼ばれる。
- 『十二夜』は、ウィリアム・シェイクスピアの喜劇。
- 交響曲第12番
- 弦楽四重奏曲第12番
- ピアノソナタ第12番
- 特にバロック音楽では、12曲または6曲セットで出版された曲集が非常に多い。
- 「12モンキーズ」は、アメリカの SF映画。
- 「12RIVEN -the Ψcliminal of integral-」は、サイバーフロントのアドベンチャーゲーム。
- 『十二番目の天使』はオグ・マンディーノの小説。
- 『Twelve Y. O.』は福井晴敏の小説。12（トゥエルブ）と呼ばれるテロリストが出てくる。
- 『十二の贄』は三津田信三の小説。
- 『12（英語版）』- アレクサンドル・ブロークの詩。
- ゲーム「センチメンタルグラフティ」は、主人公と日本全国12の都市に住む12人の幼なじみの少女との触れ合いや思い出をテーマとしていた作品である。アニメ化された「センチメンタルジャーニー」のサブタイトルは、「十二都市十二少女物語」。
- ゲーム「ストリートファイターIII」には、12に因んだ名のキャラクター、トゥエルヴがいる。
- 十二国記は、小野不由美の小説。
- 12 (ASKAのアルバム) - ASKA のアルバム。
- 12 (坂本龍一のアルバム) - 坂本龍一のアルバム

## 符号位置
| 記号 | Unicode | JIS X 0213 | 文字参照         | 名称                        |
| ---- | ------- | ---------- | ---------------- | --------------------------- |
| Ⅻ    | U+216B  | 1-13-32    | &#x216B; &#8555; | ROMAN NUMERAL TWELVE        |
| ⅻ    | U+217B  | 1-12-32    | &#x217B; &#8571; | SMALL ROMAN NUMERAL TWELVE  |
| ⑫    | U+246B  | 1-13-12    | &#x246B; &#9323; | CIRCLED DIGIT TWELVE        |
| ⑿    | U+247F  | -          | &#x247F; &#9343; | PARENTHESIZED DIGIT TWELVE  |
| ⒓    | U+2493  | -          | &#x2493; &#9363; | DIGIT TWELVE FULL STOP      |
| ⓬    | U+24EC  | 1-12-12    | &#x24EC; &#9452; | DOUBLE CIRCLED DIGIT TWELVE |